# 张魁
张魁，河南怀庆（今河南沁阳）人，是一名明朝政治人物。
张魁曾于1555年接替唐一岑任崇明县知县，1559年由纪元凯接任。